# Terezka v nesnázích aneb Hopkin zasahuje
Terezka v nesnázích je československý animovaný televizní seriál, první série vznikala v 1988. Druhá série vznikala v 1995 již pouze v české produkci. První díl měl premiéru v rámci večerníčku 16. února 1991. Námět zpracovali Jaroslav Pacovský a Josef Lamka, oba se podíleli také na scénáři, režii se věnoval Josef Lamka. Hudbu zkomponoval Jiří Kolafa. Bylo natočeno celkem 13 dílů, délka se pohybovala v rozmezí od 7 do 8 minut.

## Synopse
Terezka má divoké spaní. Naštěstí jí vždy pomůže vysněný hrdina Hopkin.

## Seznam dílů
1. Sen o klavíru
2. Sen o mlsání
3. Sen o cirkusu
4. Sen o plese
5. Sen o počtech
6. Sen o pouti
7. Sen o zloději
8. Sen o psaní
9. Sen o česání
10. Sen o stonání
11. Sen o Africe
12. Sen o cvičení
13. Sen o zlobení